# Esslingenská
Esslingenská (Prunus domestica 'Esslingenská' ) je ovocný strom, kultivar druhu slivoň z čeledi růžovitých. Plody střední, s modrofialovou slupkou, ojíněné, aromatické, vhodné pro konzum i na zpracování. Zraje začátkem srpna.

## Původ
Byla nalezena v Německu, v okolí Esslingenu. německy Esslinger frühzwetsche, francouzsky Quetsche Precoce d' Esslingen

## Vlastnosti
Růst bujný, později slabý. Plodí brzy po výsadbě, úroda bývá bohatá a pravidelná. podle dalších zdrojů podprůměrná. Cizosprašná odrůda.  Odrůda je velmi náročná , co se týče polohy a půdy, je vhodná jen do nejteplejších částí ČR. Avšak je uváděna odolnost proti nízkým teplotám.

## Opylovači
Wangenheimova, Domácí švestka, Vlaška.

## Plod
Plod podlouhlý, střední či malý, o hmotnosti asi 20 g. Slupka modrofialová, ojíněná, aromatická, vhodná pro konzum i na zpracování. Zraje začátkem srpna. Dužnina je zelenožlutá, chutná, poměrně dobře jde od pecky.